# ایستگاه قطار شهری قائم
ایستگاه قطار شهری قائم شانزدهمین ایستگاه‌ خط ۱ قطار شهری مشهد است که در بلوار احمد آباد، ابتدای خیابان قائم قرار دارد.
از این ایستگاه ۶ خط اتوبوس‌رانی مشهد و حومه می‌گذرد.